# Eogloboendothyra
Eogloboendothyra es un género de foraminífero bentónico normalmente considerado un subgénero de Globoendothyra, es decir, Globoendothyra (Eogloboendothyra) de la subfamilia Endothyrinae, de la familia Endothyridae, de la superfamilia Endothyroidea, del suborden Fusulinina y del orden Fusulinida. Su especie tipo es Endothyra globulus var. parva. Su rango cronoestratigráfico abarca el Viseense (Carbonífero inferior).

## Discusión
Clasificaciones más recientes incluyen Eogloboendothyra en el suborden Endothyrina, del orden Endothyrida, de la subclase Fusulinana de la clase Fusulinata.

## Clasificación
Eogloboendothyra incluye a las siguientes especies:
- Eogloboendothyra birjulensis †, también considerado como Globoendothyra (Eogloboendothyra) birjulensis
- Eogloboendothyra nekutchanica †, también considerado como Globoendothyra (Eogloboendothyra) nekutchanica
- Eogloboendothyra orelica †, también considerado como Globoendothyra (Eogloboendothyra) orelica
- Eogloboendothyra parva †, también considerado como Globoendothyra (Eogloboendothyra) parva
- Eogloboendothyra ukrainica †, también considerado como Globoendothyra (Eogloboendothyra) ukrainica